# Arma Senkrah
Arma Senkrah, cuyo nombre de nacimiento era Anna Loretta Harkness, (1864-1900) fue una violinista estadounidense que ganó un violín Guadagnini como primer premio en el Conservatorio de París en 1881. Colaboró y actuó con Franz Liszt. Después de muchas actuaciones de éxito en Europa, se casó con un abogado de Weimar en 1888 y dejó de actuar. En 1900, se suicidó.

## Biografía
Nacida en Williamson, Nueva York, el 6 de junio de 1864, Anna Loretta Harkness fue introducida en el estudio del violín por su madre. Cuando tenía nueve años, se trasladó a Europa donde estudió con Arno Hilf en Leipzig y Henryk Wieniawski en Bruselas. En 1875 ingresó en el Conservatorio de París para estudiar con Joseph Lambert Massart. Recibió un violín Guadagini inscrito con su nombre como primer premio del Conservatorio en 1881 cuando tenía solo 17 años.
A partir de entonces, realizó giras por Europa, actuando en el The Crystal Palace de Londres en 1882, en Leipzig en 1883 y en Berlín en 1884. Fue por esta época cuando, siguiendo el consejo de su agente, cambió su nombre a Senkrah (Harkness escrito al revés). En 1885, actuó con Franz Liszt y se asoció con sus alumnos. Cuando estuvo en Rusia en 1886, conoció a Tchaikovsky.
El 3 de septiembre de 1900, después de dos años de matrimonio con un abogado de Weimar llamado Hoffmann, se disparó con un revólver, posiblemente como resultado de un trastorno cerebral.

## Referencias

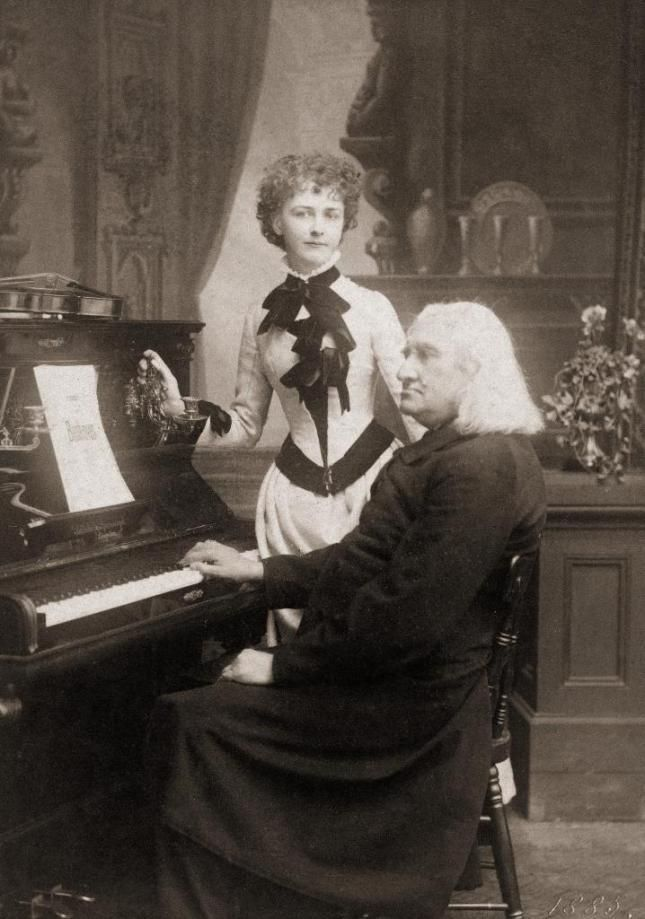
Posando con Liszt en Weimar, Alemania, 1885

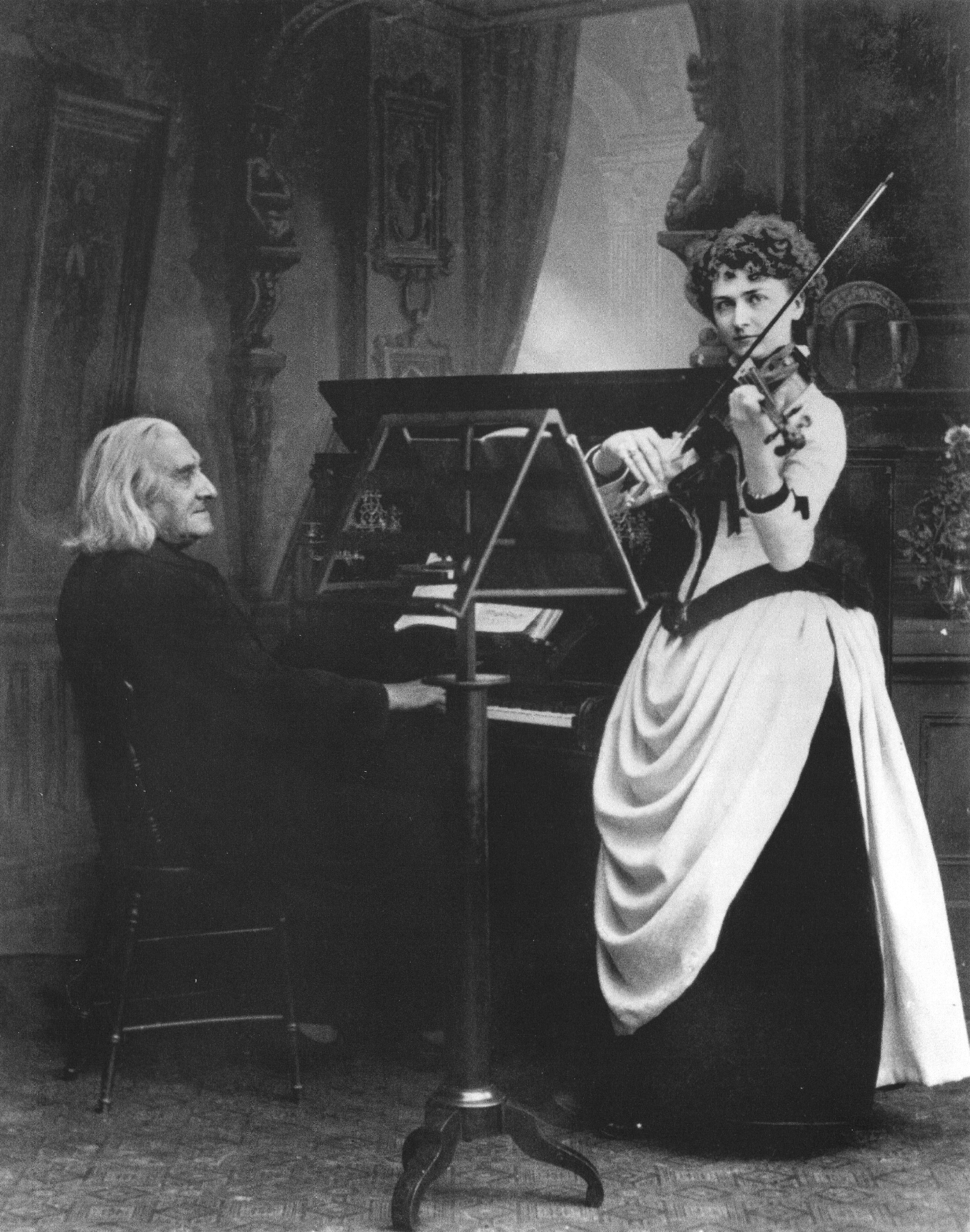
Actuando con Liszt (1885)